# Aubrey Addams
Aubrey Addams (ur. 25 maja 1987) – amerykańska aktorka filmów pornograficznych.

## Życiorys

### Wczesne lata
Urodziła się w Westfield w stanie New Jersey. Dorastała w Summit, gdzie uczyła się w Summit High School, gdzie była aktywną członkinią kółka aktorskiego, klubu pływackiego oraz należała do grupy cheerleaderek. Pod koniec nauki zaczęła się interesować projektowaniem ubrań. Z tego powodu po zakończeniu liceum rozpoczęła studia w Fashion Institute of Technology w Nowym Jorku. Sfrustrowana przebiegiem studiów porzuciła college w 2005 roku.

### Kariera
W 2005 roku, w wieku 18 lat rozpoczęła karierę w pornobiznesie. W styczniu 2006 roku wystąpiła w swoim pierwszym filmie porno Here Cums John Volume 1 z Johnem the Stutterer z programu radiowego The Howard Stern Show. Po zebraniu pozytywnych recenzji, Aubrey przeprowadziła się do Los Angeles, gdzie kontynuowała karierę w przemyśle pornograficznym. 
Wkrótce po przybycie do Los Angeles podpisała kontrakt z wytwórnią Red Light District. Pracowała też dla Kink.com, w scenach BDSM ze Stevenem St. Croixem (2007) i Benem Englishem (2011). Po raz pierwszy wzięła udział w scenie seksu podwójnej penetracji w produkcji Jules Jordan Video Internal Damnation 3 (2009).
W 2006 roku związała się z Johnem Melendezem.
W czerwcu 2008 przeszła operację powiększenia piersi ze swojej naturalnej miseczki A na większy silikonowy implant.
Wystąpiła także w filmach: Hollywood Sex Wars (2011), Kamikaze Love (2013), My Trip Back to the Dark Side (2014) i Shark Babes (2015).

## Nagrody i nominacje
| Rok  | Nagroda          | Kategoria                                        | Film                                               | Inni wykonawcy | Rezultat  |
| ---- | ---------------- | ------------------------------------------------ | -------------------------------------------------- | --- | --------- |
| 2006 | XRCO Award       | Kremowy sen                                      | -                                                  | - | Nominacja |
| 2006 | XRCO Award       | Najlepsza nowa gwiazdka                          | -                                                  | - | Nominacja |
| 2007 | F.A.M.E. Awards  | Ulubiona rekrutka                                | -                                                  | - | Nominacja |
| 2007 | NightMoves Award | Najlepsza nowa gwiazdka                          | -                                                  | - | Nominacja |
| 2008 | AVN Award        | Najlepsza scena seksu w parze - wideo            | Ass Worship 10 (2007)                              | Jules Jordan | Nominacja |
| 2008 | AVN Award        | Najlepsza scena seksu triolizmu                  | Fresh Meat 23: Little Titties & Tight Asses (2007) | Mark Ashley i Lindsey Meadows | Nominacja |
| 2009 | AVN Award        | Najlepsza scena seksu grupowego samych dziewczyn | Girlvana 4 (2008)                                  | Tori Black, Karlie Montana i Crissy Moon | Nominacja |
| 2012 | AVN Award        | Niedoceniona gwiazdka roku                       | -                                                  | - | Nominacja |
| 2015 | AVN Award        | Najlepsza scena seksu grupowego - wideo          | Aftermath (2014)                                   | Asa Akira, Brad Armstrong, Vicki Chase, Sarah Jessie, Jessica Drake, Kaylani Lei, Erik Everhard, Ryan McLane, Eric Masterson, Tyler Nixon i Mr. Pete | Nominacja |